# Улановська Майя Олександрівна
Майя Олександрівна Улановська (нар. 20 жовтня 1932, Нью-Йорк, Сполучені Штати Америки — пом. 25 червня 2020, Єрусалим, Ізраїль) — ізраїльська письменниця, перекладачка, публіцистка, авторка мемуарів. Учасниця дисидентського руху в СРСР.

## Біографія
Народилася 1932 року в Нью-Йорку, де її батьки — радянські розвідники-нелегали Олександр Петрович Улановський (1891—1971) та Надія (Естер) Марківна Улановська (уроджена Фрідгант, 1903—1986) — перебували у відрядженні як співробітники Головного розвідувального управління СРСР. У 1948—1949 роках батьки Майї Улановської були заарештовані за політичними звинуваченнями.
У 1949 році після закінчення школи Майя Улановська вступила до Московського інституту харчової промисловості. Там долучилася до підпільного молодіжного антисталінського «Союзу боротьби за справу революції».
7 лютого 1951 року була заарештована органами МДБ СРСР і 13 лютого 1952 року Військовою колегією Верховного суду СРСР засуджена до 25 років ув'язнення. Строк відбувала в Озерлагу. В лютому 1956 року справу було переглянуто, а термін ув'язнення зменшено до 5 років. Вона разом з іншими співучасниками була звільнена за амністією. У тому ж році одружилась з поетом та перекладачем Анатолія Якобсона. У 1959 році народила сина Олександра, який згодом став істориком, публіцистом та політичним діячем.
У 1960-1970-ті роки працювала в бібліотеці Інституту наукової інформації з суспільних наук в Москві і брала участь у правозахисному русі — передруковувала самвидав, передавала інформацію за кордон.
У 1973 році емігрувала з чоловіком і сином до Ізраїлю. Наступного року її шлюб розпався.

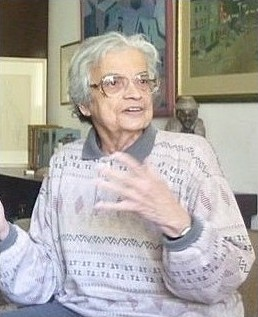
Майя Улановська.
Єрусалим, 2010 р.

Працювала в Національній бібліотеці в Єрусалимі. Переклала російською мовою кілька книг з англійської (у тому числі Артура Кестлера), івриту та їдишу. Спільно з матір'ю написала спогади «Історія однієї родини», видані в США у 1982 році і згодом перевидані нею в Росії. Авторка книги «Свобода та догма: життя і творчість Артура Кестлера» (Єрусалимський видавничий центр, 1996).

## Родина
- Сестра — Ірина Олександрівна Улановська (1937—1961), була одружена з поетом Олександром Тимофіївським.
  - Племінник — Олександр Тимофіївський-молодший (1958—2020), кінокритик і журналіст.
- Чоловік — поет Анатолій Якобсон.
  - Син — Олександр Якобсон, ізраїльський історик, публіцист і політик.

## Вибрані праці
- Внутренний план жизни [В годовщину смерти В. Гершуни] // Мемориал-аспект. — М., 1996. — № 17 (27 березня). — С. 8.
- Еврейская национальная библиотека и её российские корни // Иерусалимский библиофил. — Иерусалим, 1999. — Вип. 1 (27 березня). — С. 86–[94].
- История одной семьи. — New York : Chalidze Publication, 1982. — 451 с.

 — М. : Весть-ВИМО, 1994. — 432 с.
 — СПб. : ИНАПРЕСС, 2003. — 463 с.
 — СПб. : ИНАПРЕСС, 2005. — 461 с.
- Об Анатолии Якобсоне // Памяти Анатолия Якобсона: Сб. воспоминаний к 75-летию со дня рождения. — Бостон : М. Graphics Pub., 2010. — 27 березня. — С. 19–31.

 // Евреи в культуре русского зарубежья. — Иерусалим, 1995. — № 4 (27 березня). — С. 69–84. (Опубл. с сокращ. и с добавлением текста В. Фромера)
- Письма Юне Вертман // Памяти Анатолия Якобсона: Сб. воспоминаний к 75-летию со дня рождения. — Бостон : М. Graphics Pub., 2010. — 27 березня. — С. 32–38.
- Почему Кёстлер? // «22». — Тель-Авив, 1997. — № 104 (27 березня). — С. 187–192. (Для презентации книги о Кёстлере, Иерусалим, ноябрь 1996)
- Свобода и догма : жизнь и творчество Артура Кёстлера. — Иерусалим : Иерусалимский  издат. центр, 1996. — 173 с.

### Переклади
- З івриту:
  - Ковнер А. Книга свидетельств = יום זה : מגילת עדות. — Иерусалим : Библиотека Алия, 1989. — 275 с. с.
  - Нетаниягу Й. Письма Йони: портрет героя = מכתבי יוני / собраны и подгот. к печати Беньямином и Идо Нетаньягу. — Иерусалим : Тарбут, [1984].
    - Письма. — [2-е изд.] — Иерусалим; М. : Гешарим; Мосты культуры, 2001. — 330 с.

  - Нетаниягу И. Последний бой Йони = הקרב האחרון של יוני. — Иерусалим; М. : Гешарим; Мосты культуры, 2001. — 252 с.
- З англійської:
  - Кестлер А. Воры в ночи : хроника одного эксперимента = Thieves in the night. — Изд. 1-е – 3-е. — Иерусалим : Библиотека Алия, 1981–1990.
  - Кестлер А. Приезд и отъезд : роман // Ной : армяно-еврейский вестник. — М.. — № 20 (последний). — С. 72–215.
  - Кестлер А. Тринадцатое колено // Время и мы. — Нью-Йорк; М.; Иерусалим, 1998. — № 140 (27 березня). — С. 190–231. (Короткий виклад і переклад)
  - Кестлер, Артур: Приїзд та від'їзд: роман. // «Филобиблон», Єрусалим, 2017. 227 с.
- З ідишу:
  - Котик Е. Мои воспоминания = מיינע זכרונות. — СПб.; М.; Иерусалим : Изд-во Европейского ун-та; Мосты культуры; Гешарим, 2009. — Т. 1. — 367 с.
  - Котик О. Мої спогади. Частина 2. Поневіряючись і мандруючи. М.—Єрусалим: Мости культури — Гешарим, 2012. — 302 с.